# Hippocrepis balearica
Hippocrepis balearica (quebrantaherraduras balear) es un arbusto de 20-50 cm de la familia de las fabáceas. Es originaria de las Baleares.

## Descripción
Esta planta es uno de los endemismos de Baleares más conocidos. El aroma de sus flores es muy agradable y, a pesar de su nombre, las flores son de color amarillo. Vive en las fisuras de las paredes rocosas sombrías de Mallorca, Menorca y Cabrera, junto con los otros numerosos endemismos que colonizan este hábitat.
Es una mata con formas redondeadas, que tiene las hojas compuestas con numerosos foliolos, uno de ellos terminal. Las legumbres tienen la típica forma del género: cada semilla ocupa un estrangulamiento del fruto. Florece pronto en primavera (febrero-julio).

## Distribución y hábitat
Se encuentra en el Mediterráneo en las Islas Baleares. Habita en peñascos, paredes rocosas de los barrancos y las montañas desde el nivel del mar hasta unos 900 m de altitud. En comunidades de hábitos nanofanerófitos.

## Citología
Números cromosomáticos de Hippocrepis balearica  (Fam. Leguminosae) y táxones infraespecificos = : 2n=14.

## Sinonimia
- Hippocrepis balearica subsp. eubalearica Hrab?tová in Práce Morav.-Slez. Akad. V?d P?ír. 21(4): 48 (1949), nom. inval.
- Hippocrepis balearica var. minoricensis P. Monts. ex M. Laínz in Fontqueria 24: 2 (1989)
- Hippocrepis fruticosa Rouy in Bull. Soc. Bot. France 35: 116 (1889), nom. illeg.[3]

## Nombres comunes
- Castellano: violeta de peñasco[2]